# Gornje Makojišće
Gornje Makojišće is een plaats in de gemeente Novi Marof in de Kroatische provincie Varaždin. De plaats telt 389 inwoners (2001).